# 한국추진공학회
한국추진공학회는 추진공학에 관한 학문의 발전 및 기술의 향상을 도모하여 국가산업발전에 기여함을 목적으로 설립된 사단법인 학술단체이다.
- 한국추진공학회 목적사업

1. 학술자료의 조사, 수집 및 연구
2. 학술발표회, 강연회, 강습회 개최
3. 회지, 논문집 및 전문도서의 간행 및 배포
4. 추진공학 육성에 관한 자문 및 건의
5. 기타 본 학회취지에 부합되는 제반사업